# Day Tripper
Day Tripper(Lennon/McCartney) är en låt av The Beatles från 1965.

## Låten och inspelningen
John Lennon och Paul McCartney påbörjade arbetet med låten i studion den 16 oktober 1965, efter att ha gjort en skiss dagen innan. Deras första tanke var att skriva en julsingel. Resultatet blev en lätt droginspirerad Day Tripper, mest känd för sitt egenartade men ganska enkla riff i låtens inledning och vers. Låten skrevs huvudsakligen av John Lennon med textbidrag av Paul McCartney.  Titeln kan tolkas som en tydlig anspelning på droger (Lennon ska ha retat sig på de som av opportunistiska skäl hoppade på en då uppseglande alternativkultur). Textraden "She's a big teaser" gick från början "She's a prick teaser". Utöver det något dimmiga arrangemanget sjunger gruppen här med höga röster och inspelningen pekar tydligt framåt mot mer psykedeliska terränger. Låten blev en singel tillsammans med We Can Work It Out och utgavs i England och USA 3 december respektive 6 december 1965.

## Personal
- John Lennon - sång, gitarr
- Paul McCartney - sång, bas
- George Harrison - gitarr
- Ringo Starr - trummor, tamburin

## Listplaceringar
| Lista (1965-1966) | Position         |
| ----------------- | ---------------- |
| Nederländerna     | 1                |
| Irland            | 1                |
| Norge             | 1                |
| Storbritannien    | 1                |
| Sverige           | 1 (Kvällstoppen) |
| USA               | 5                |
| Vallonien         | 12               |